# Осория (герб)
Осория, Старжа, Посвист (Osoria, Poswist) — польский дворянский герб.

## Описание герба
В поле червоном колесо от телеги золотое; сверху на нем сломан обод, и в том месте водружён крест или меч; на шлеме три страусовых пера.

## История и легенда
Первое упоминание герба относится к XIV веку, но существует информация, что герб возник в более ранний период времени, возможно, около 990-х годов.
Существует несколько легенд, связанных с гербом. Одна гласит, что сломанное колесо — память о путешествии в Чехию или приезде из Чехии.
Другая говорит, что некогда жил рыцарь Осория, и было у него шесть сыновей. Они были храбрые, честные, верные, благородные, очень дружные и просто как спицы одного колеса. Но после какой-то битвы один из них погиб, и тогда на место одной спицы поставили крест.
Боевой клич: Hosoryja, Osoryja,
Альтернативные написания: Ossorija, Osorya, Ossolińczyk, Poświt, Sztarza.
Длугош утверждает, что Анджей Брохоцкий герба Осория командовал хоругвью Гонча в Грюнвальдской битве.
Владислав Брохоцкий герба Осория до 1863 года был маршалком Новогродекского повята.

## Герб используют
Billicki, Bochłowski, Bogdal, Boklewski, Boklowski, Bokłowski, Brochocki, Bukowski, Burzyński, Busz, Buszkowski, Ciepecki, Ciepicki, Ciepliński, Czeszyk, Dobiecki, Filipowski, Gordyk, Gordyka, Grabownicki, Hruszewicz, Kołomyjski, Konarski, Kondracki, Kondradzki, Konradzki, Korabiewski, Korabski, Kostecki, Kostrzecki, Krzesławski, Krzywoszewski, Kunradzki, Kurski, Kwasowski, Lasowski, Łaszewski, Мартосы (Martos), Metalski, Niepoczołowski, Niepoczołtowski, Ossovski,Osievski,Pelwelski, Pierzczewski, Pieskowski, Ryterowski, Schleewitz, Sczaniecki, Stadnicki, Striżewski, Szczaniecki, Terawski, Twardzicki, Twerbus, Twierbut, Twirbut, Tworkowski, Tyrawski, Werbotych, Złotski.